# Jubilee Bridge (Singapur)

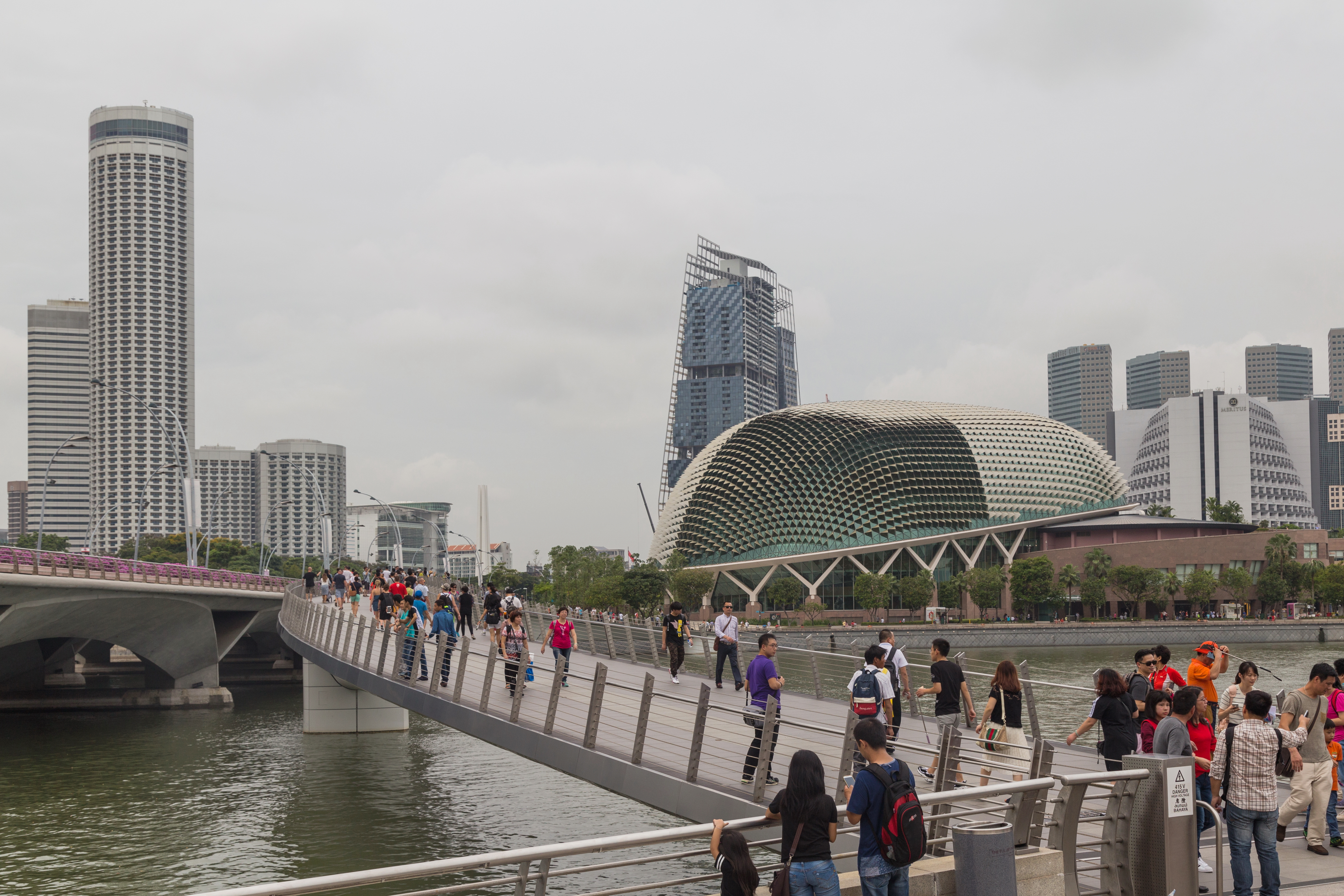
Jubilee Bridge (in der Mitte, gebogen, links die Esplanade Bridge)

Die Jubilee Bridge ist eine Brücke über den Singapore River in Singapur. Sie liegt im Unterlauf des Singapore River unweit der Mündung des Flusses und in der Nachbarschaft der Esplanade Bridge im Planungsgebiet Downtown Core. Eröffnet 2015 gehört sie zu den jüngsten Brücken in Singapur.
Die Brücke ist eine auf Balkenträgern basierende Brücke aus Spannbeton, die für Fußgänger und Radfahrer bestimmt ist. Die Brücke soll die daneben verlaufende Esplanade Bridge entlasten, die über nur sehr schmale Gehwege verfügt. Sie wurde zum 50. Jubiläum der Unabhängigkeit Singapurs (1965) gebaut.

## Grunddaten
Die wichtigsten Abmessungen sind:
- Gesamtlänge: 220 m
- Spannweiten: 59 m – 95 m – 59 m
- Deckbreite: 6 m

Die Brückenkonstruktion besteht aus Spannbeton.